# Cheiracanthium gyirongense
Cheiracanthium gyirongense là một loài nhện trong họ Miturgidae.
Loài này thuộc chi Cheiracanthium. Cheiracanthium gyirongense được miêu tả năm 1987 bởi Hu & S. Q. Li.